# Зегнерс, Хенрикс Элиасс
Хенрикс Элиасс Зегнерс (латыш. Henriks Eliass Zēgners; род. 3 апреля 1995, Елгава) — латышский поэт. В 2019—2023 гг. главный редактор интернет-журнала Satori.
Родился в семье фотографа Андриса Зегнерса (латыш. Andris Zēgners; род. 1962), получившего международное признание творческим исследованием фактур и текстур, и художницы Илзе Эзерниеце (латыш. Ilze Ezerniece; род. 1968).
Окончил Вторую рижскую государственную гимназию (2014). Дебютировал со стихами в 2009 году, одновременно начал заниматься музыкой как гитарист, в том числе в рамках нойзового проекта XY2140. В 2013 году выпустил дебютную книгу стихов «Стихии» (латыш. Elementi) — по мнению Инги Гайле, представляющую «новый поэтический голос, который по мере своего развития будет становиться чище и точнее, не теряя при этом своей удивительной тонкости и нежной силы». В 2014 году совместно с Лаурисом Вейпсом перевёл с русского языка книгу стихов Евгения Нелеша «Нашло». В 2014—2016 гг. работал редактором в отделе культуры портала Delfi. В 2018 году опубликовал латышский перевод отрывка из поэмы Аллена Гинзберга «Вопль».
В 2021 году вышла вторая книга стихов Зегнерса «Рай» (латыш. Paradīze), удостоенная Премии имени Оярса Вациетиса. Критик Илва Скулте видит в этом сборнике размышления поэта о природе времени — неравномерного и динамичного, измеряемого опытом.